# High Velocity Bowling
High Velocity Bowling és un videojoc de bitlles descarregable per a PlayStation 3. El videojoc ha estat desenvolupat i publicat per Sony Computer Entertainment. El videojoc va ser anunciat per primera vegada al Gamers Day de SCEA a l'estudi de Santa Monica, i comercialitzat el desembre de 2007 als Estats Units, i el maig de 2008 al Regne Unit.